# Ubik (jeu vidéo)
Pour les articles homonymes, voir Ubik (homonymie).
Ubik est un jeu vidéo de stratégie et d'action de science-fiction développé et édité par le studio français Cryo Interactive, sorti en France en 1998 sur PC et en octobre 2000 sur PlayStation. Il se déroule dans l'univers du roman éponyme de l'auteur américain Philip K. Dick.

## Synopsis
Le jeu se déroule à Los Angeles en 2019. Le joueur incarne Joe Chip (le personnage principal du roman), qui travaille pour le compte de Runciter Associates, une entreprise spécialisée dans le contre-espionnage industriel et la protection des secrets industriels. Joe Chip doit recruter et diriger une équipe d'agents aux compétences variées, dont certains disposent d'implants cybernétiques ou de pouvoirs psychiques.

## Principe du jeu
Ubik mêle une dimension de jeu de stratégie dans la sélection, l'entraînement et l'équipement des agents et dans les tactiques à mettre en œuvre lors des missions, et un aspect de jeu d'action via les combats qui ponctuent les missions elles-mêmes. Le jeu se présente sous la forme de cartes aux décors en trois dimensions, que le joueur voit « à la troisième personne », la caméra se plaçant derrière ou autour des agents, que le joueur contrôle par l'intermédiaire d'une interface située à droite et au bas de l'écran. Les missions incluent diverses interactions avec le décor et avec les personnages.